# Siljetjärnen, Jämtland
Siljetjärnen är en sjö i Krokoms kommun i Jämtland och ingår i Indalsälvens huvudavrinningsområde.